# San Giovanni Gemini
San Giovanni Gemini là một đô thị của tỉnh Agrigento ở vùng Sicilia, có vị trí cách khoảng 60 km về phía đông nam của Palermo và khoảng 35 km về phía bắc của Agrigento. Vào thời điểm ngày 31 tháng 12 năm 2004, đô thị này có dân số 8.102 người và diện tích là 26,3 km².
San Giovanni Gemini borders Đô thị Cammarata.